# Dasymys incomtus
Dasymys incomtus is een knaagdier uit het geslacht Dasymys dat voorkomt in grote delen van Centraal- Oost- en zuidelijk Afrika of alleen in het zuidoosten van Zuid-Afrika en in Midden-Zimbabwe. In vroegere classificaties werden bijna alle of zelfs alle vormen van Dasymys tot deze soort gerekend, maar taxonomische revisies vanaf de jaren 90 van de 20e eeuw hebben de status van veel vormen als aparte soorten bevestigd. Twee morfometrische studies uit 2003 en 2004 kwamen tot tegengestelde conclusies: de eerste gaf aan dat D. incomtus voorkomt in geheel Centraal-, Oost- en zuidelijk Afrika, op de verspreidingen van enkele lokale soorten na (hierna D. incomtus sensu Verheyen et al.), terwijl de analyse uit 2004 aangaf dat deze populaties grotendeels tot D. rufulus behoren en dat D. incomtus slechts voorkomt in delen van Zuid-Afrika en Zimbabwe (hierna D. incomtus sensu Mullin et al.). In deze laatste analyse werden populaties uit het noordoosten van Zuid-Afrika en uit Zimbabwe tot een aparte soort, D. robertsii, gerekend. Deze soort is iets kleiner dan D. incomtus sensu Mullin et al., en verschilt daarnaast in karyotype (2n=46, FN=44 voor D. robertsii en 2n=38, FN=44 voor D. incomtus). Ook genetische gegevens geven aan dat D. robertsii een aparte soort is. De nauwste verwant van D. incomtus is waarschijnlijk D. capensis uit het zuidwesten van Zuid-Afrika.